# Carmen Yvonne Parris
Carmen Yvonne Parris (* 17. Januar 1927 in Brown’s Town; † 2008) war eine jamaikanische Diplomatin.

## Leben
Carmen Yvonne Parris war die Tochter von Frances Louise Eaton und Edgar George Orlando Parris einem Geschäftsmann aus Brown's Town.
Sie besuchte die St. Hilda's School.
Carmen Yvonne Parris wurde von 1946 bis 1951 wurde sie in der britischen Kolonialverwaltung beschäftigt
1951 wurde sie bei der Central Housing Authority beschäftigt.
1953 wurde sie zum First Administrative Asst. (Cadet) berufen.
Von 1954 bis 1955 nahm sie am Overseas Officers Training Course „A“ Verwaltungswissenschaft an der Universität Oxford teil.
Im Weiteren studierte sie Soziologie wurde Master der Anthropologie der Universität Toronto und studierte Internationale Beziehungen an der Columbia University in New York.
Von 1973 bis 1975 leitete sie die Abteilung Politik im jamaikanischen Außenministerium anschließend leitete sie die Abteilung Commonwealth, Europe und Asien.
Am 5. August 1975 wurde sie als Botschafterin in Paris von Valéry Giscard d’Estaing im Élysée-Palast akkreditiert residierte in Paris.
Am 26. März 1975 wurde im vom Bundesrat (Schweiz) das Agrément erteilt, am 19. August 1975 wurde sie von Pierre Graber akkreditiert.
Vom 13. Oktober 1975 bis 15. Mai 1981 war sie als ständige Vertreterin der jamaikanischen Regierung bei der UNESCO in Paris akkreditiert.
Am 23. Juli 1980 wurde sie von EU-Kommissionspräsident Roy Jenkins akkreditiert und leitete die Mission of Jamaica to the European Communities Rue de la Loi, 83-85.
Am 24. September 1980 wurde sie von Baudouin (Belgien) zur Entgegennahme des Akkreditierungsschreibens von Elisabeth II. empfangen.
| Vorgänger                | Amt                                                                         | Nachfolger               |
| ------------------------ | --------------------------------------------------------------------------- | ------------------------ |
| Probyn Vivian Marsh      | jamaikanische Botschafterin in Paris 7. April 1975 bis 1977                 | Donald Bancroft Rainford |
| Donald Bancroft Rainford | jamaikanische Botschafterin in Brüssel 24. September 1980 bis 13. Apr. 1987 | Leslie Armon Wilson      |